# Kazimierz Koczorowski
Kazimierz Koczorowski herbu Rogala (ur. 1 maja 1825 w Gościeszynie, zm. 21 października 1893 w Izabeli) – poseł do Sejmu Pruskiego, ziemianin.
Właściciel Izabeli koło Mroczy.
W 1870 wystąpił jako poseł na sejmie pruskim z okręgu Buk-Kościan.
Papież Pius IX nadał mu 21 kwietnia 1871 tytuł hrabiowski dziedziczny na zasadzie primogenitury. W związku z nadaniem tytułu hrabiowskiego nastąpiła zmiana herbu Rogala na herb „Koczorowski”, czyli własny i przysługujący tylko potomkom Kazimierza. Nad koroną herbową zamiast pięciu pałek szlacheckich pojawiło się dziewięć pałek hrabiowskich i dewiza rodu – Crux mihi vera salus.
Ożenił się 1 czerwca 1854 w Poznaniu z Marią Czarnecką (1834–1920), córką Karola Czarneckiego i Eleonory z Mielżyńskich II voto Czapskiej, przyrodnią siostrą Bogdana Hutten-Czapskiego ze Smogulca. Miał syna, Józefa Koczorowskiego (1857–1937).